# Shima, Mie
Shima (志摩市 (Chí Ma thị) Shima-shi) là một thành phố thuộc tỉnh Mie, Nhật Bản.

## Thư viện ảnh

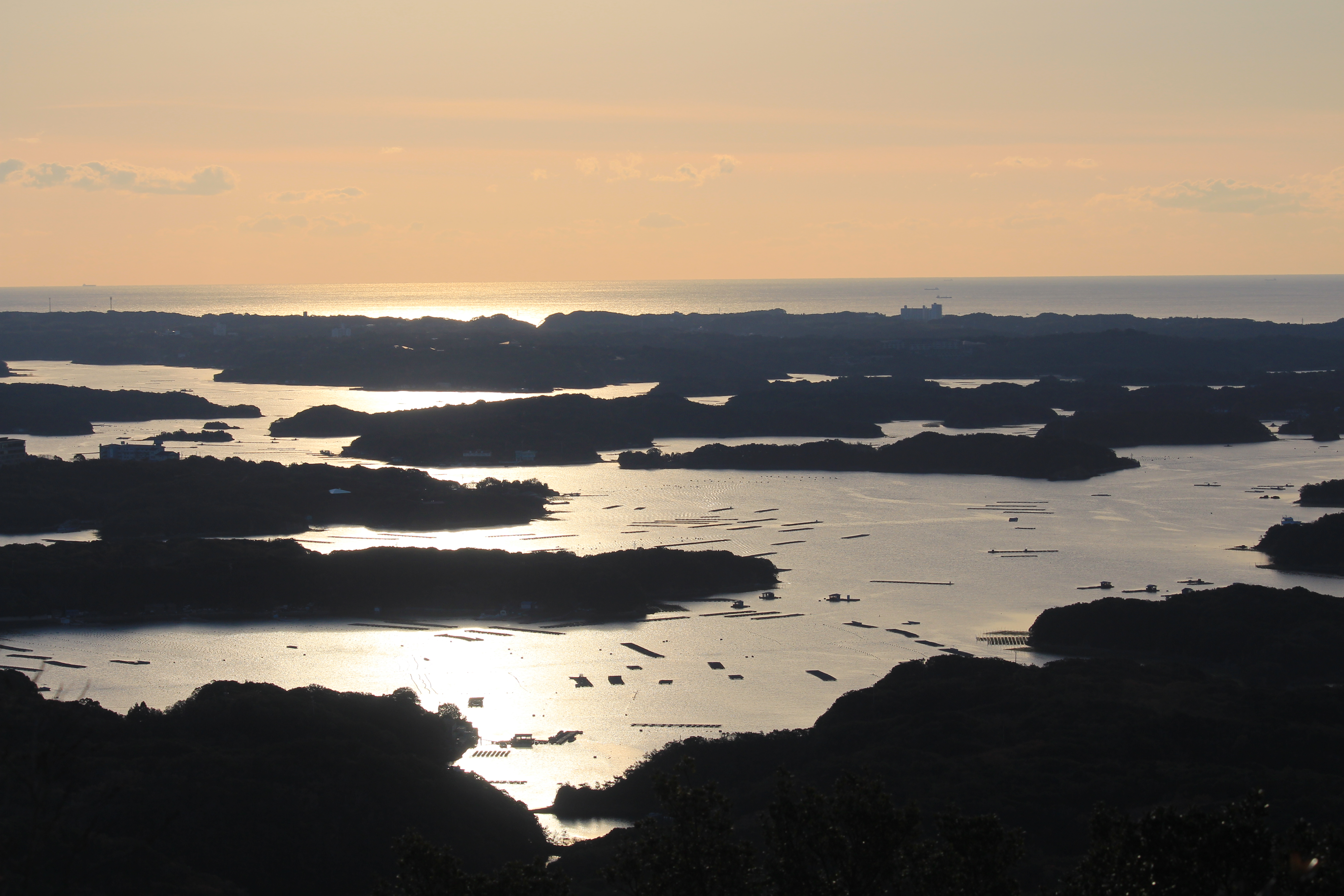
英虞湾
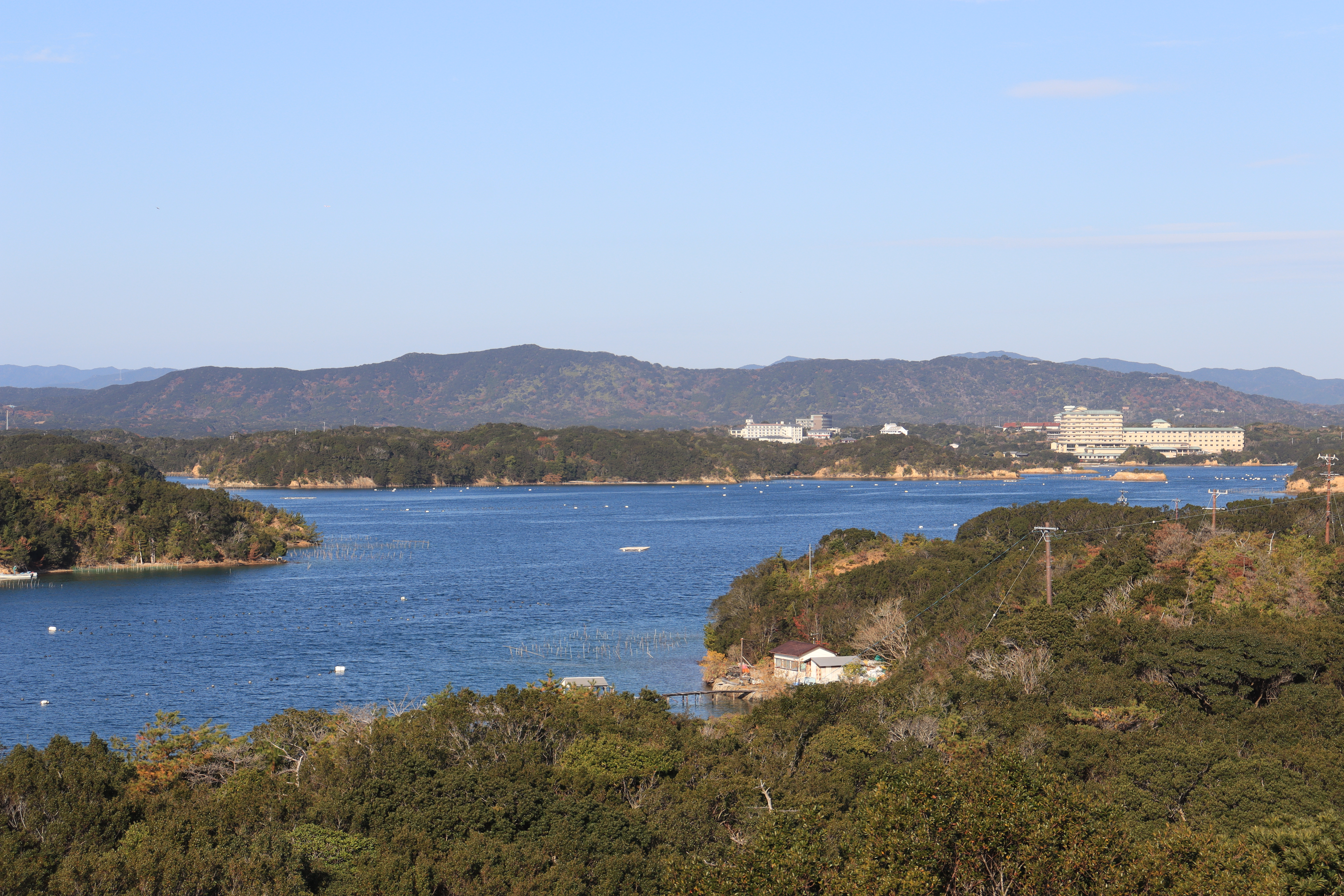
横山
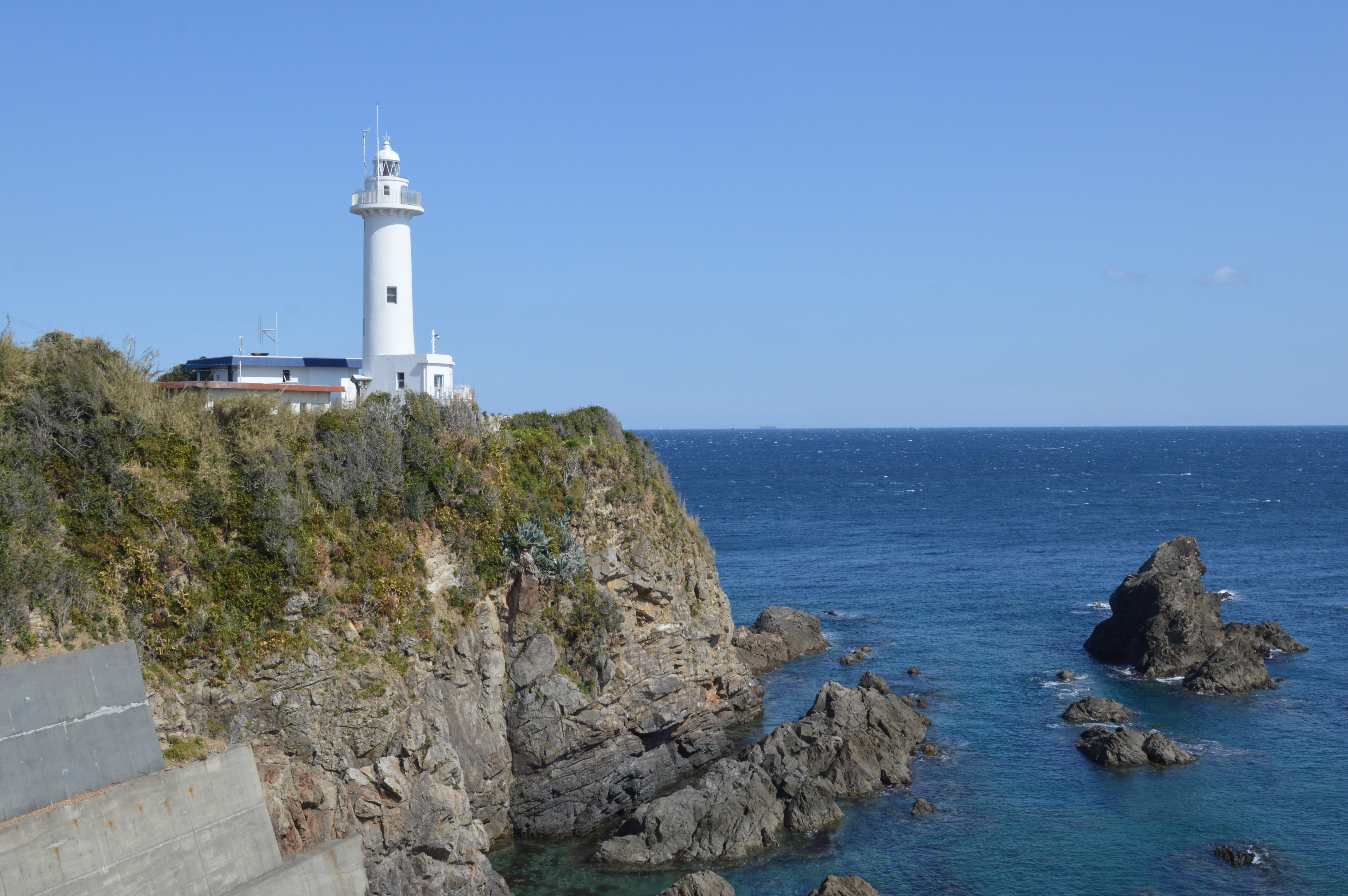
大王崎
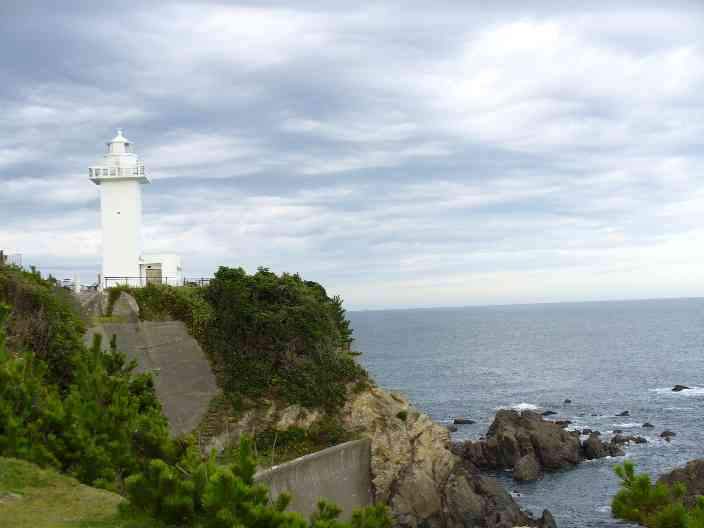
安乗埼灯台
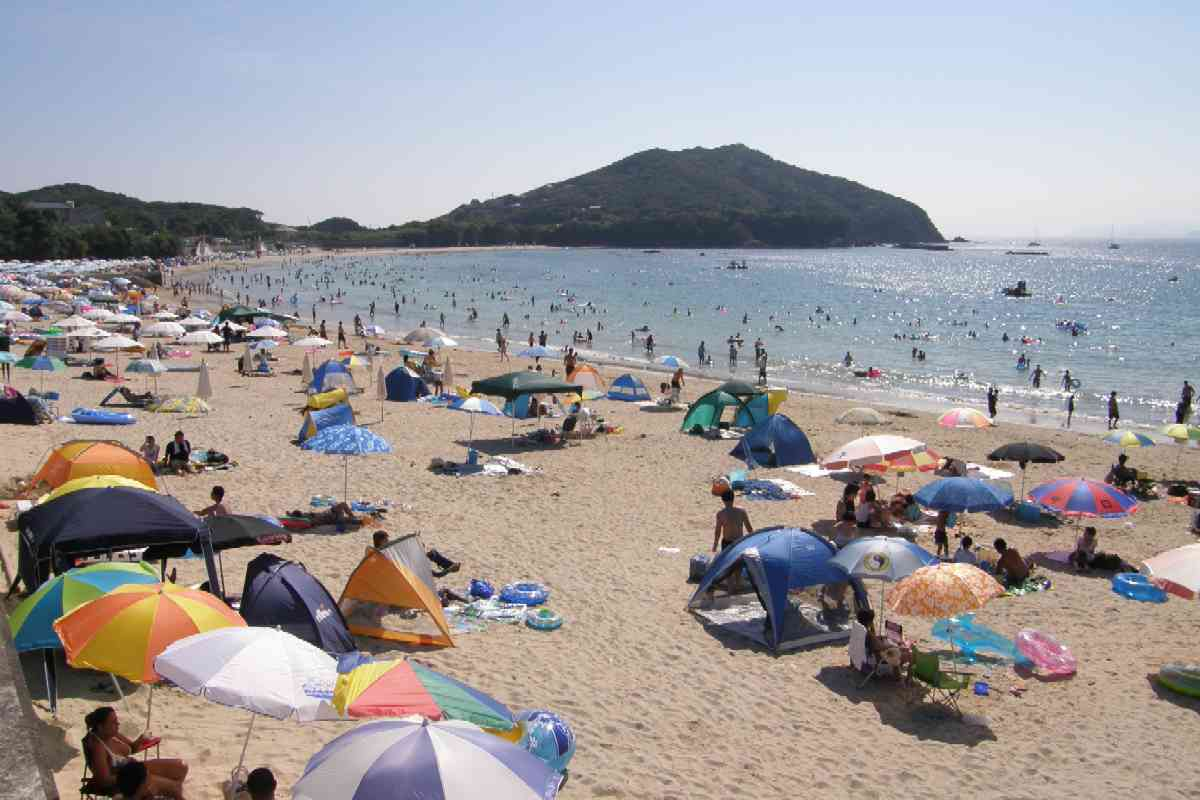
御座白浜海水浴場
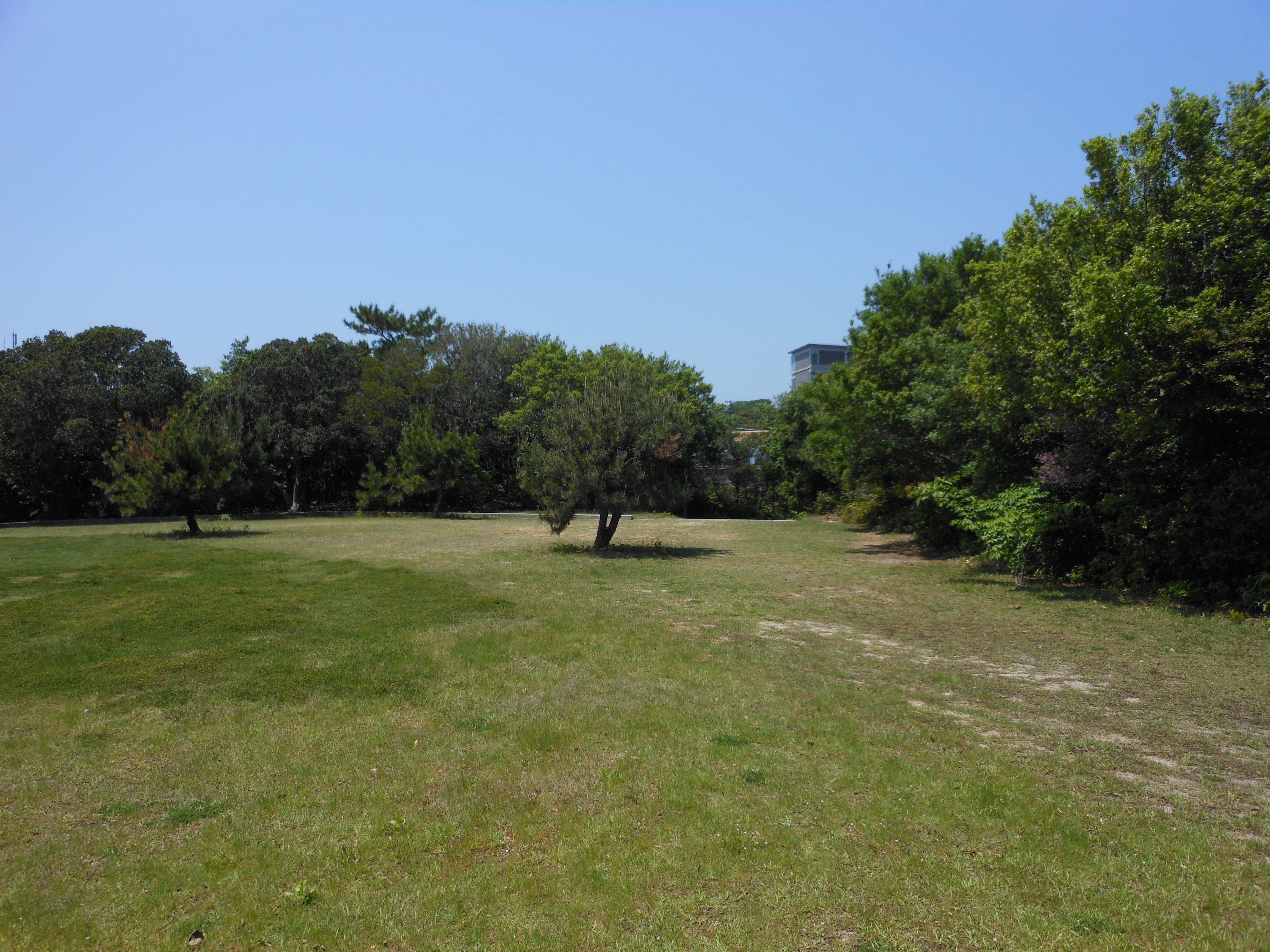
円山公園
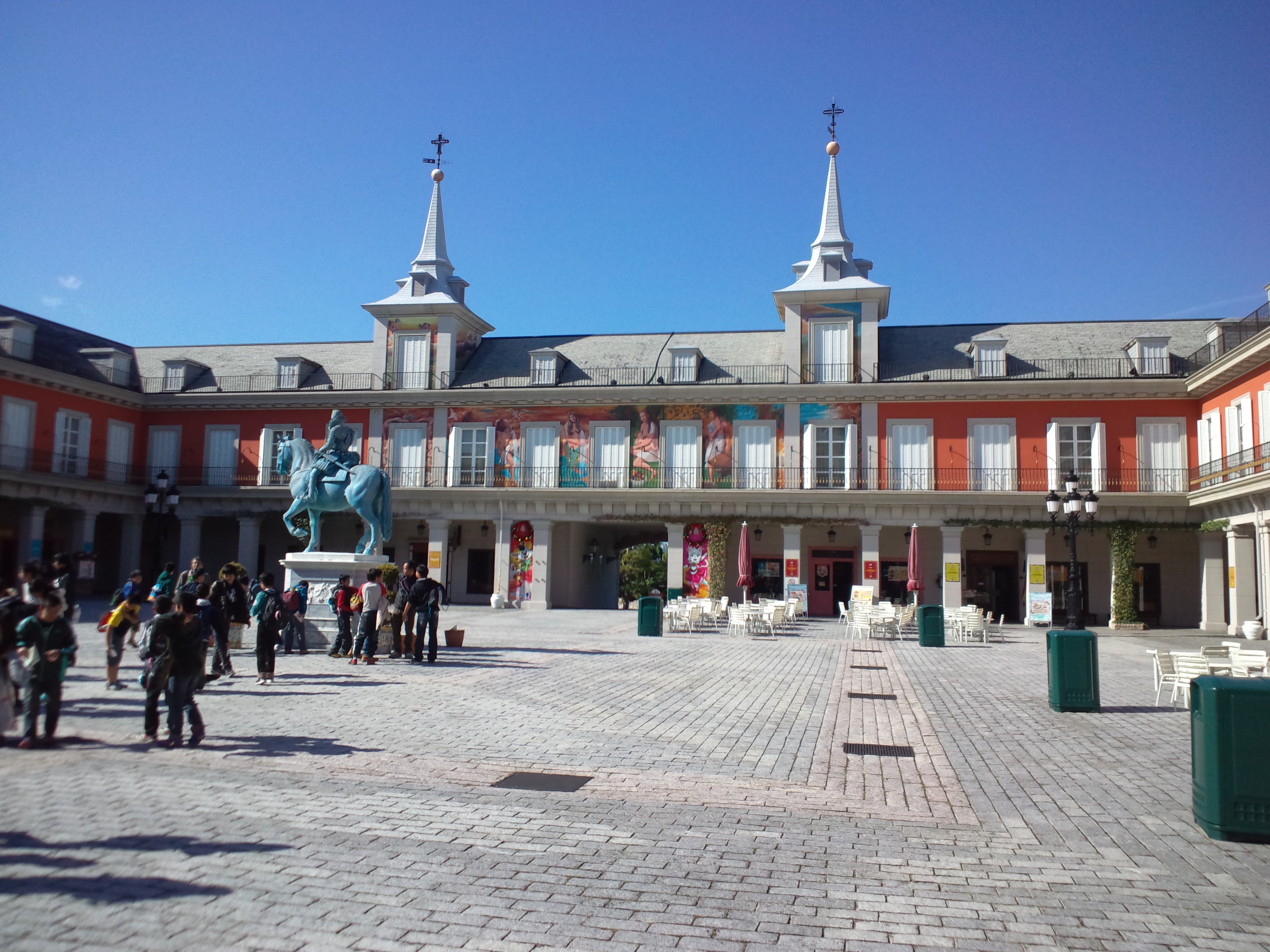
志摩スペイン村
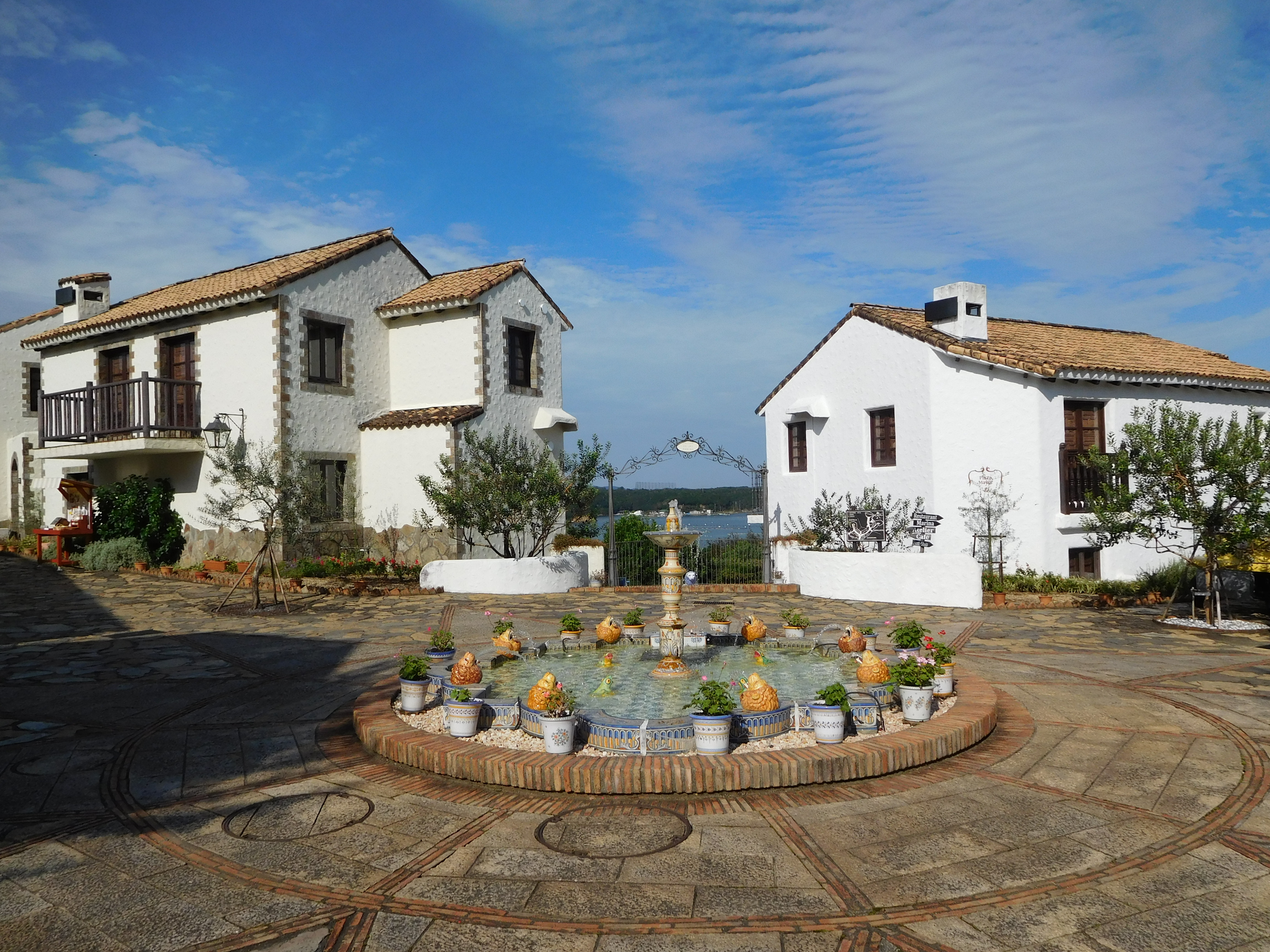
志摩地中海村
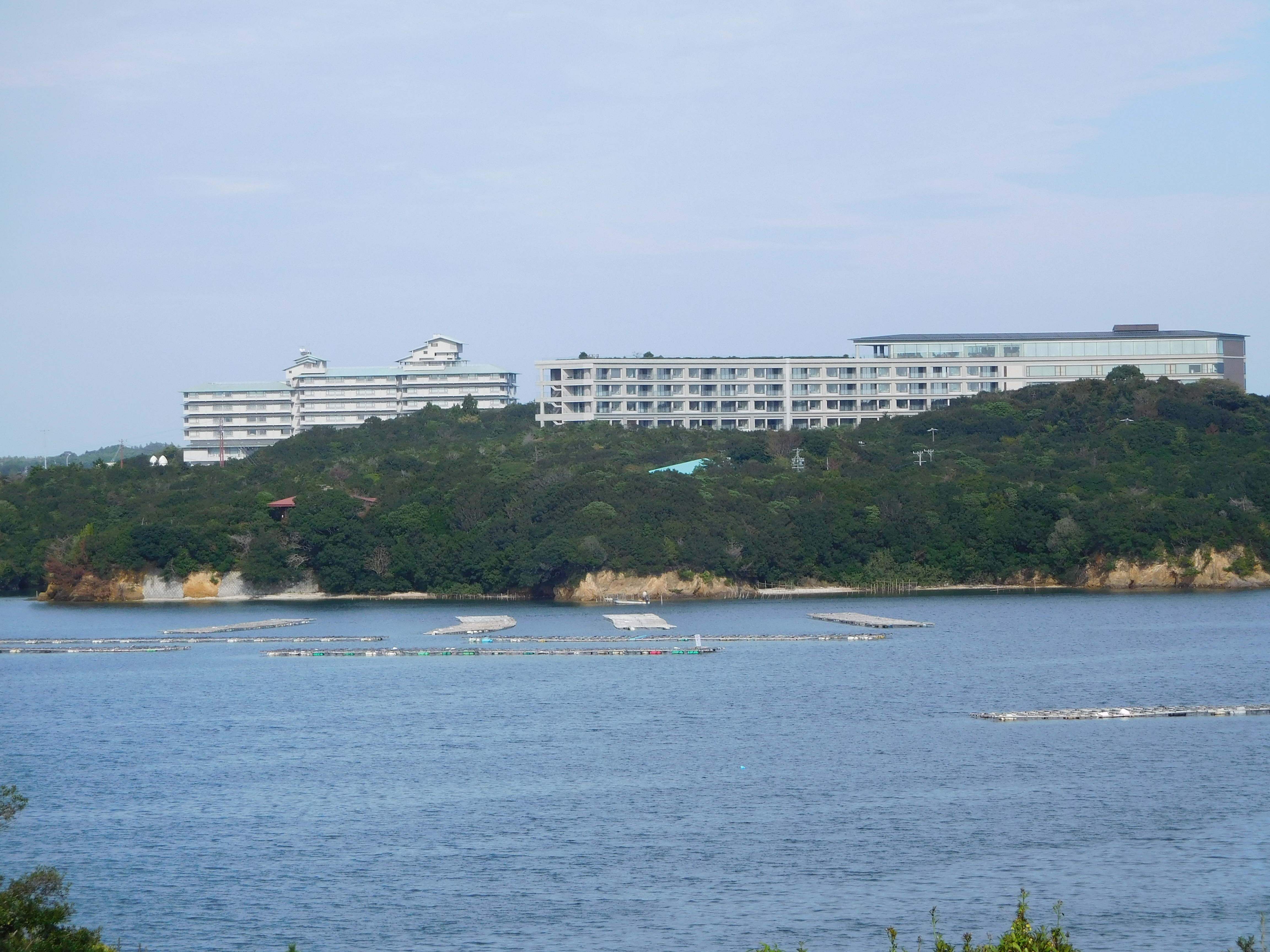
志摩観光ホテル
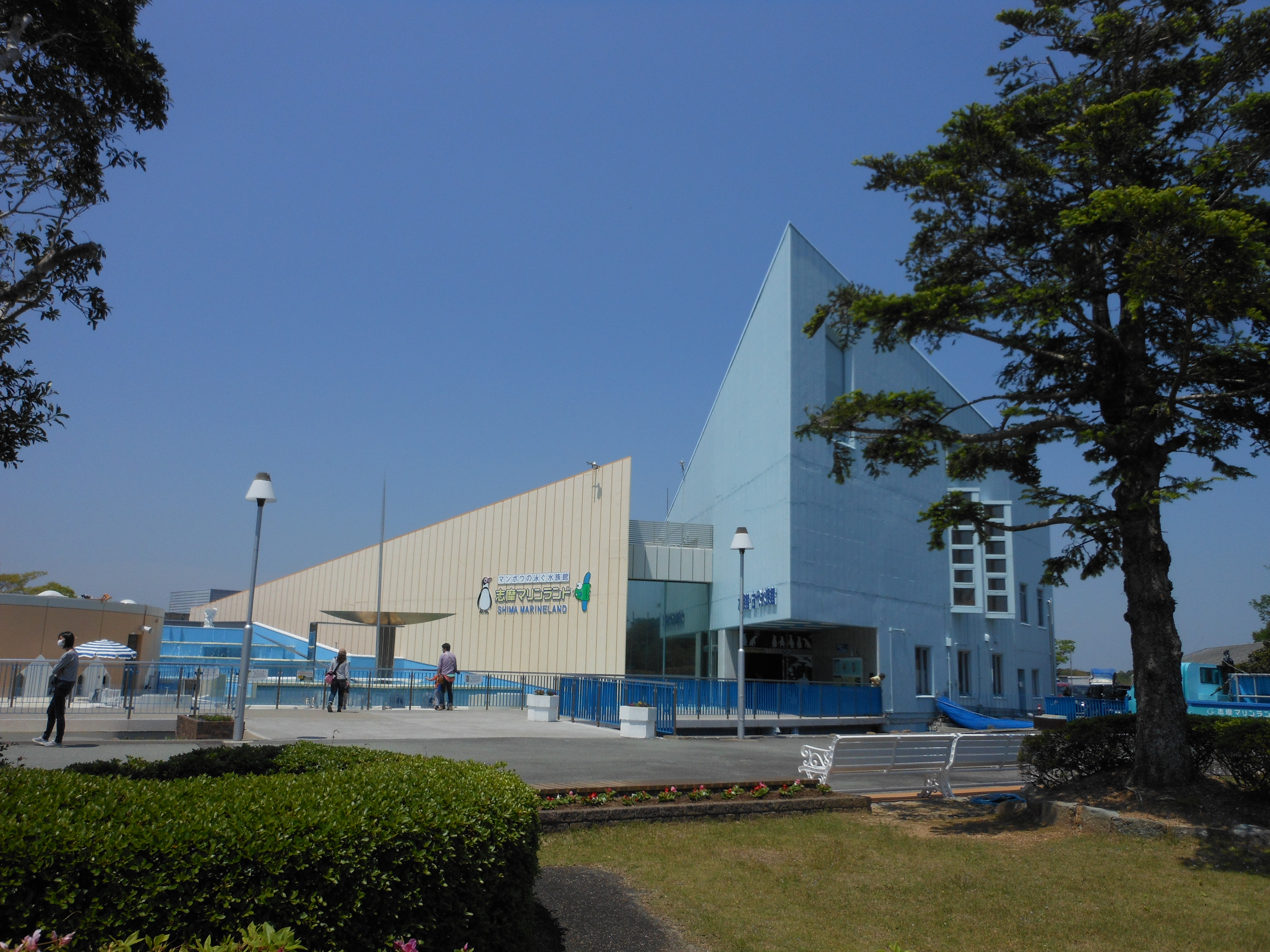
志摩マリンランド
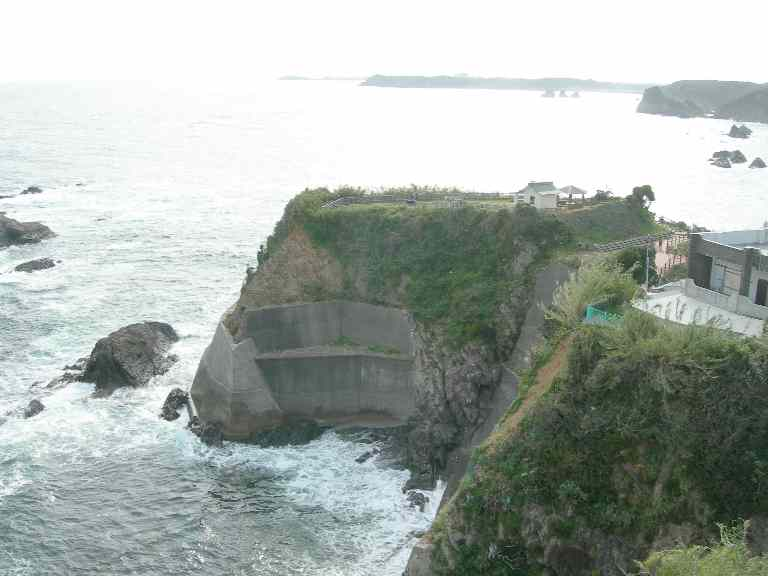
波切城
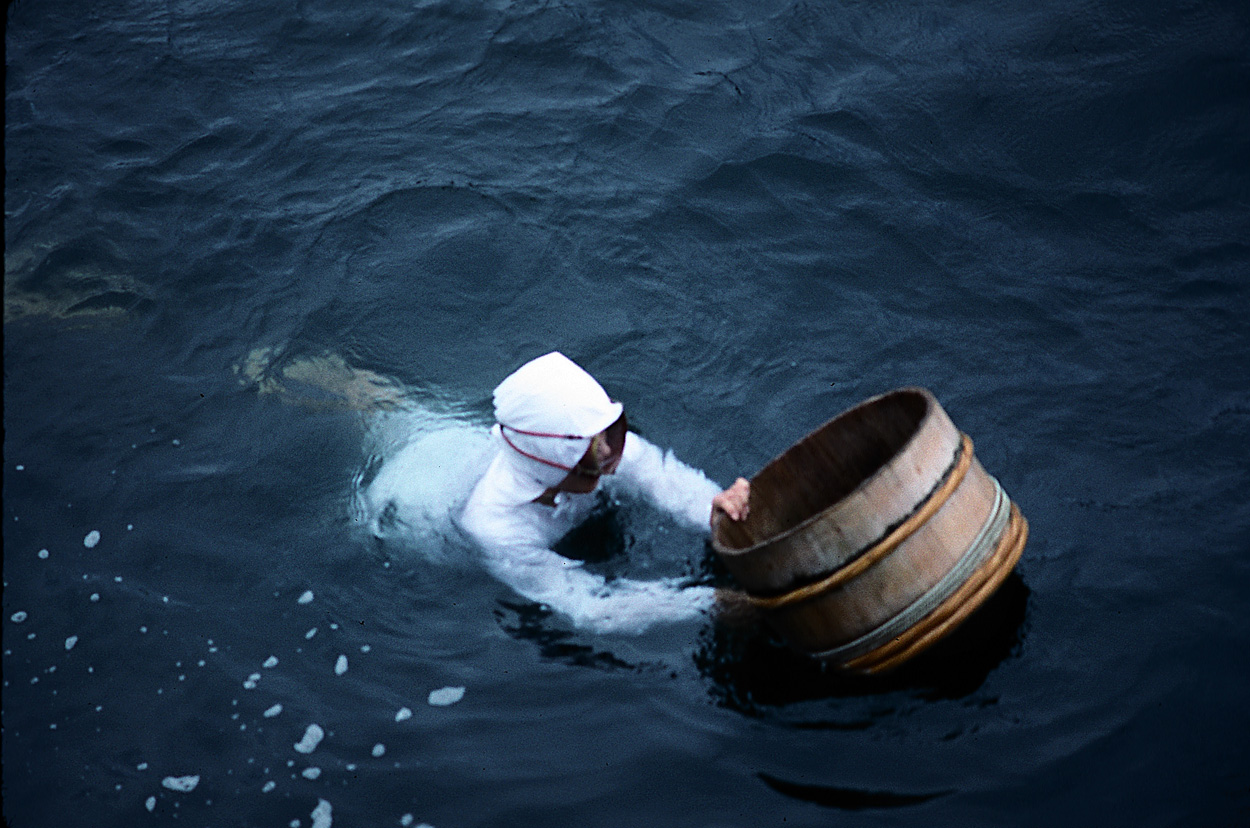
海女
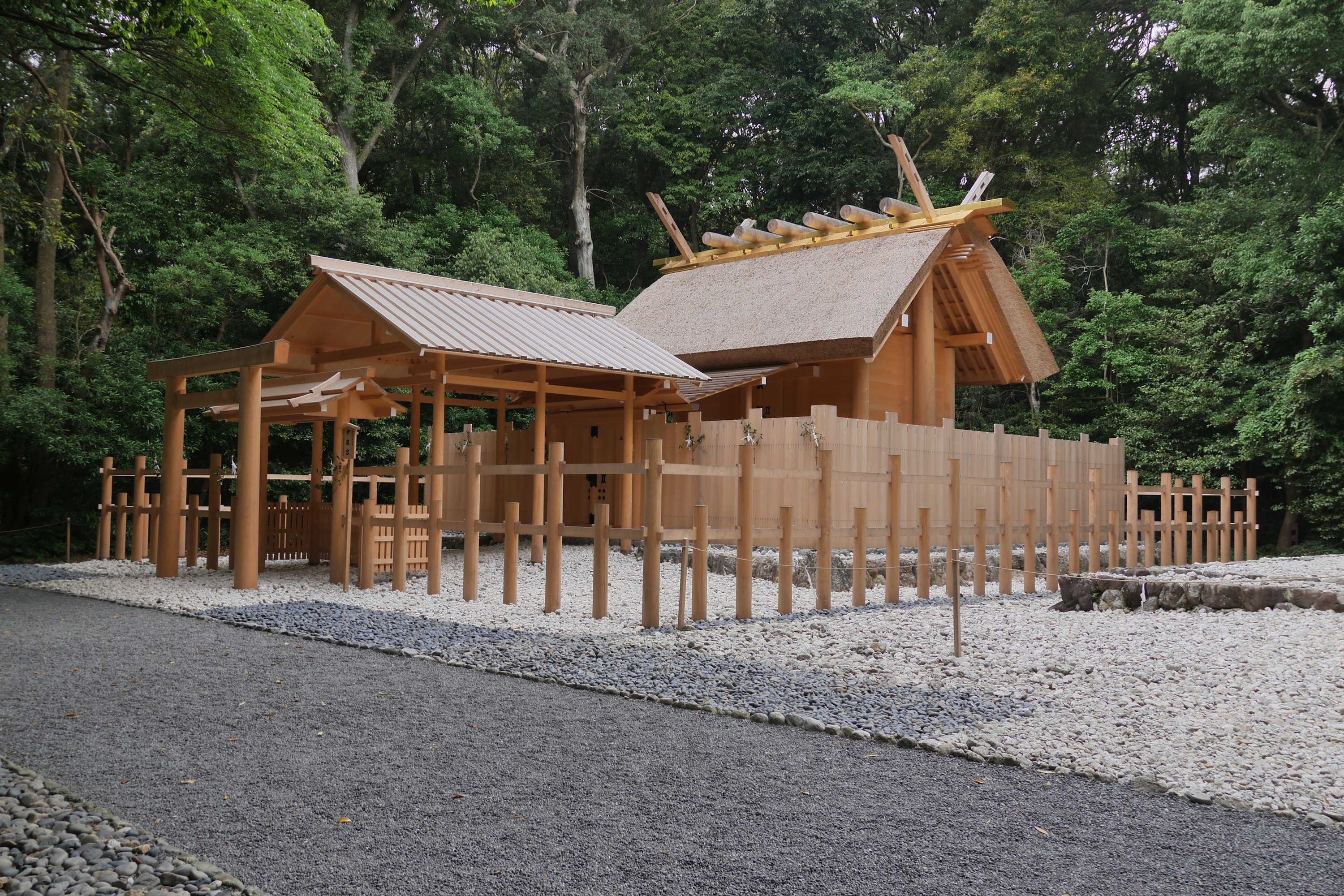
伊雑宮
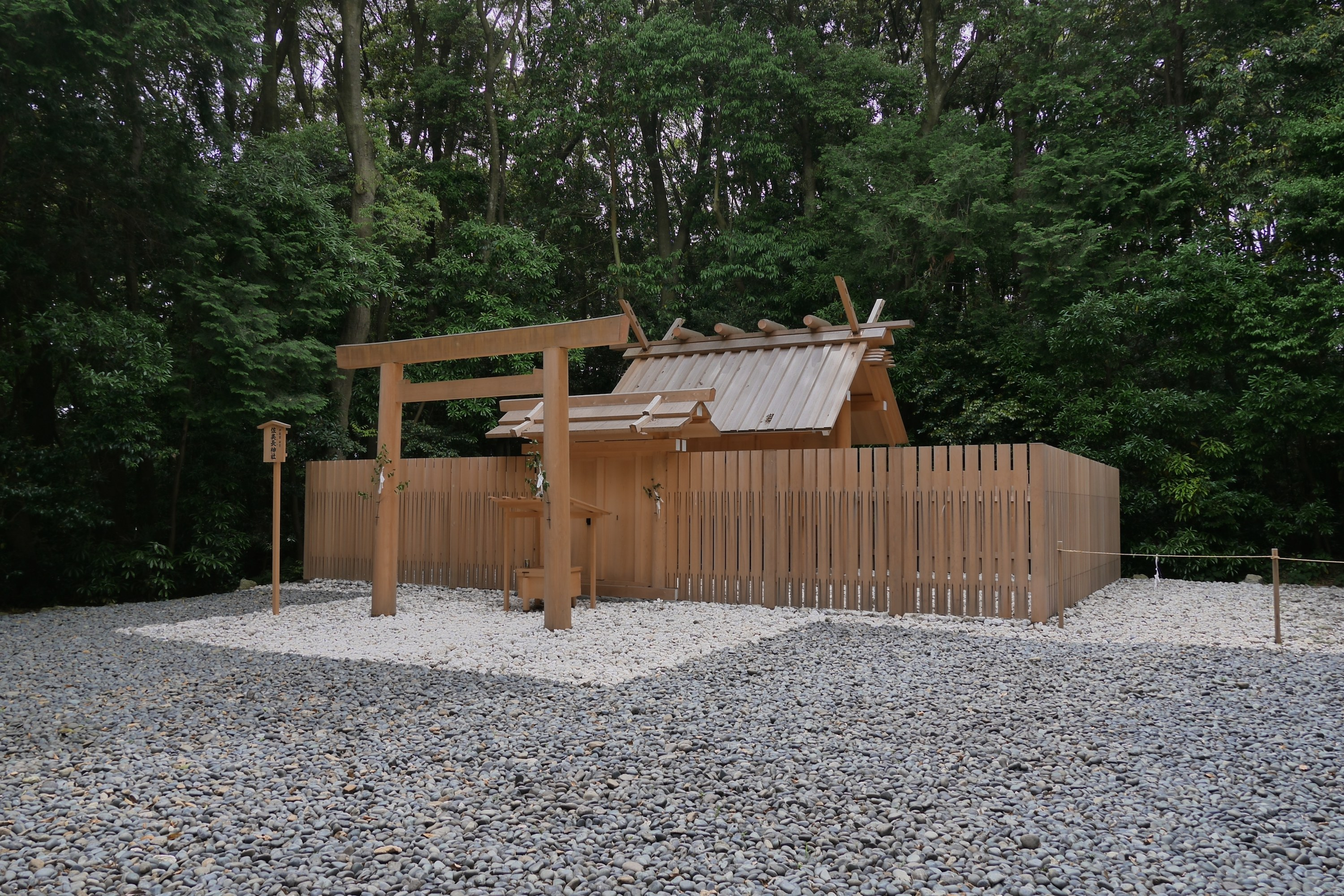
佐美長神社
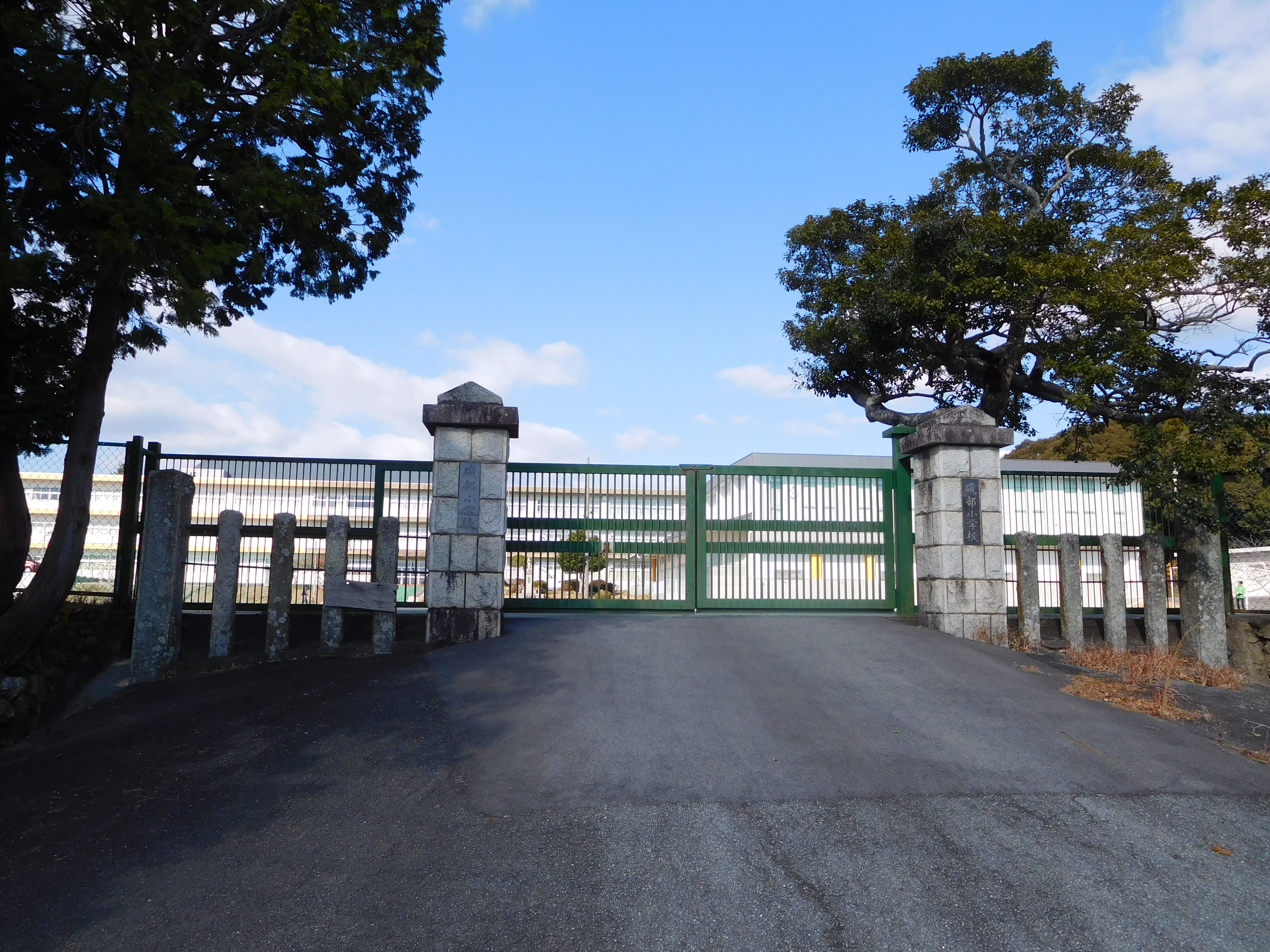
志摩市立磯部小学校
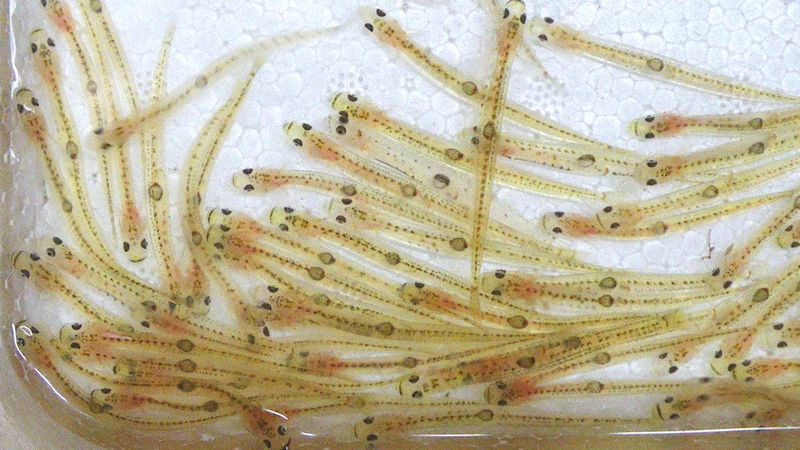
シロウオ